# Голубокрылый гусь
Голубокрылый гусь (лат. Cyanochen cyanoptera) — крупный гусь, единственный представитель рода Cyanochen.
Эндемик Эфиопии. Обитает в горных озёрах и ручьях. Гнездо выстилает травой, в которое откладывает 6—7 яиц. Умеет хорошо плавать и летать, однако основное время предпочитает проводить на земле. За исключением сезона гнездования, голубокрылые гуси живут стаями.
Длина тела голубокрылого гуся 60—75 см. Оперение — серовато-бурое с более светлой головой и шеей. Клюв небольшой чёрный, ноги также чёрные. В полете гусь опознается по светло-голубым крыльям. Самец и самка имеют одинаковый цвет оперения, молодые птицы окрашены более тускло.
Видовой крик — тихий свист. Пасется на лугах и полянах, преимущественно по ночам, иногда днём.